# El de la Rollona
Le vieil enfant gâté
L'eau-forte El de la Rollona (Le vieil enfant gâté) est une gravure de la série Los caprichos du peintre espagnol Francisco de Goya. Elle porte le numéro quatre dans la série des 80 gravures. Elle a été publiée en 1799.

## Interprétations de la gravure
Il existe divers manuscrits contemporains qui expliquent les planches des Caprichos. Celui qui se trouve au Musée du Prado est considéré comme un autographe de Goya, mais semble plutôt chercher à dissimuler et à trouver un sens moralisateur qui masque le sens plus risqué pour l'auteur. Deux autres, celui qui appartient à Ayala et celui qui se trouve à la Bibliothèque nationale, soulignent la signification plus décapante des planches.
- Explication de cette gravure dans le manuscrit du Musée du Prado :
La negligencia, la tolerancia y el mismo hacen a los niños antojadizos, obstinados, soberbios, golosos, perezosos e insufribles ; llegan a grandes y son niños todavía. Tal el de la Rollona.
(La négligence, la tolérance et tout ce qui y ressemble font les enfants capricieux, obstinés, coléreux, gourmands, paresseux et insupportables ; ils deviennent grands et restent des enfants cependant. Tel celui de la Rollona)[3].

- Manuscrit de Ayala :
Los hijos de los grandes se atiborran de comida, se chupan el dedo y son siempre niñotes, aun con barba, y así necesitan que los lacayos los lleven con andaderas.
(Les enfants des grands se bourrent de nourriture, se sucent le doigt et sont perpétuellement de petits enfants, même avec la barbe, et ainsi ils ont besoin que les laquais les portent avec des youpalas)[3].

- Manuscrit de la Bibliothèque nationale :
Los hijos de los Grandes se crían siempre niñotes, chupándose el dedo, atiborrándose de comida, arrastrados por los lacayos, llenos de dixes supersticiosos, aun cuando ya son barbados.
(Les enfants des Grands sont élevés constamment comme des petits enfants, se suçant le doigt, se bourrant de nourriture, traînés par les laquais, pleins de préceptes superstitieux, même lorsqu'ils portent la barbe)[3].

Faliu-Lacourt signale que le Niño de la Rollona, est un motif folklorique qui apparaît au théâtre brièvement au XVIIe et au début du XVIIIe siècle. Elle note que le Tesoro de la lengua castellana o española (1610) de Sebastián de Covarrubias donne le dicton suivant : « l'enfant de la Rollona qui avait sept ans et tétait », et ajoute : il y a des enfants si chouchoutés, que même grands, ils ne savent pas se détacher du sein de leurs mères; ces grands deviennent stupides ou des coquins vicieux. Le Diccionario de Autoridades donne : Niño de la Rollona: expression familière qui désigne celui qui malgré son âge, a des attitudes et des mœurs d'enfant. L'avidité et la gourmandise sont des caractéristiques de ce personnage dans les textes de théâtre. Dans la pièce  Mojiganga de los Niños de la Rollona y lo que pasa en las calles du XVIIe siècle apparaît l'enfant, couvert de breloques (ornements que les enfants mettent au cou ou à la taille) et d'un bonnet ridicule. Dans d'autres œuvres apparaît l'enfant avec un youpala et à qui on dit : « Va, garçon, va, que Dieu te le commande »; il semble que la difficulté à marcher provoquait des peurs et des superstitions qui faisaient penser que l'enfant avait le mauvais œil.
Faliu-Lacourt note également que Moratín a remarqué la présence d'un « enfant de la Rollona » dans la comédie de José de Cañizares (en), No hay con la patria venganza y Temístocles en Persia.
Par conséquent, peut-être que par son ami Moratín, Goya était au courant de ce personnage classique du théâtre des siècles précédents. Les caractéristiques décrites par Faliu-Lacourt sont toutes présentes dans l'image: retard mental, les amulettes et le chapeau ridicule, difficulté à marcher (le serviteur le tire dans un youpala) et la superstition que le retard est dû au mauvais œil et justifie le port des amulettes suspendues à la taille.
Selon Helman, ici, Goya critique l'éducation défectueuse des enfants nobles comme royaux, avec le peu d'intérêt que les familles portaient à leur éducation, en traitant ces enfants comme des bébés lorsque leur âge aurait été celui d'occupations sérieuses. Les espagnols partisans des Lumières voyaient dans cette éducation irresponsable la principale cause du déclin de la classe qui aurait dû servir de modèle aux autres. Dans ce sens, l'explication du manuscrit de la Bibliothèque nationale est le plus explicite.

## Technique de la gravure

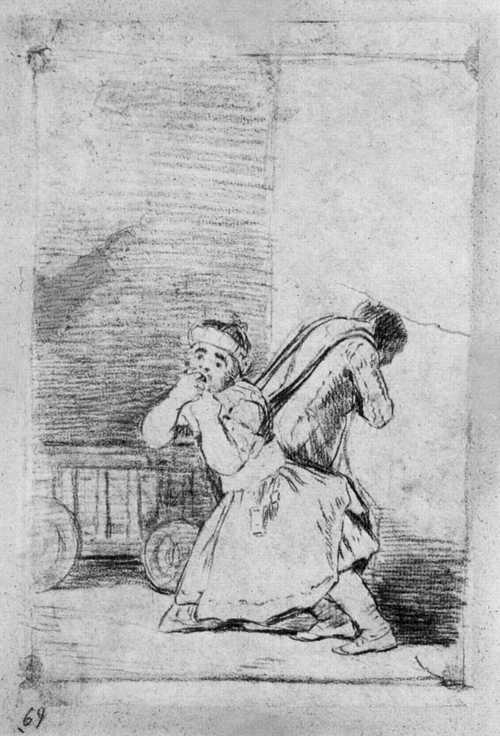
Dessin préparatoire.

Le dessin préparatoire à la sanguine, conservé au Musée du Prado, a été en grande partie reproduit dans la gravure. La principale modification est que dans le dessin la figure au second plan tire un charriot à quatre roues et dans la gravure, ce charriot a été remplacé par un chaudron ou un panier avec des anses. À remarquer que du ceinturon du niño crecido pendent une clochette, une patte de blaireau (utilisée en guise d'amulette pour se protéger contre les sorcières) et le livre des Évangiles, de même que dans les portraits d'enfance de Philippe III, de deux siècles antérieurs à la gravure. Le dessin préparatoire mesure 210 × 138 mm (227 × 154 mm avec le support). Dans le coin inférieur gauche, au crayon est écrit 69.
La position des bras si artificiellement représentée l'est ainsi pour donner une plus grande impression de retard et débilité mentale. Contribue à caractériser ce petit enfant ce bonnet orné et ces amulettes qui sont accrochées à sa ceinture.
L'estampe mesure 205 × 150 mm sur une feuille de papier de 306 × 201 mm. Goya a utilisé l'eau-forte et l'aquatinte.
Dans la gravure, ce petit enfant prend tout son sens avec en contrepoint l'homme au fond. En remplaçant dans le dessin préparatoire le charriot par un chaudron, l'homme accablé traîne maintenant par de grandes courroies non une voiture, mais (ainsi déformé) le symbole de l'ignorance et de la superstition. L'interprétation est claire, le peuple traîne et entretient ce noble idiot.
La planche est conservée dans un mauvais état avec les morsure d'eau-forte et d'aquatinte très abimées.

## Catalogue
- Numéro de catalogue G02092 de l'estampe au Musée du Prado.
- Numéro de catalogue D03931 du dessin préparatoire au Musée du Prado.
- Numéro de catalogue 51-1-10-4 au Musée Goya de Castres.
- Numéros de catalogue ark:/12148/btv1b84516959, ark:/12148/btv1b8451694w et ark:/12148/btv1b8451696q de l'estampe chez Gallica.